# Casper Andreas
Casper Andreas, né le 28 septembre 1972  en Suède, est un acteur suédois, producteur, cinéaste et scénariste de cinéma indépendant aux États-Unis. Il demeure à New York. Il est ouvertement homosexuel. Ses films traitent souvent de sujets à thématique homosexuelle.

## Carrière
Andreas débute comme réalisateur avec la comédie romantique Slutty Summer (2004). Il dirige ensuite nombre de films remportant des prix, comme A Four Letter Word (2007), Between Love and Goodbye (2008), The Big Gay Musical (2009), et Violet Tendencies (2010). Son film Going Down in LA-LA Land est projeté à plusieurs festivals en 2011. Le magazine Variety est d'avis qu'Andreas « fait montre d'un talent plein de maturité » avec ce film et le trouve « dangereusement sexy ».
Andreas a travaillé avec des personnalités talentueuses, telles que Mindy Cohn, Alec Mapa, Bruce Vilanch, et Marcus Patrick. Il dirige Embrem Entertainment.

### Going Down in LA-LA Land
Basé sur l'œuvre d'Andy Zeffer, ce film de Casper Andreas a pour titre Going Down in LA-LA Land (2011).  Le film traite des débuts d'un acteur, Adam, qui se bat pour percer à Hollywood.  Il est poussé par son ami Nick. Adam obtient enfin un premier rôle, mais...dans le cinéma pornographique.
« C'est en quelque sorte le Pretty Woman gay », déclare Andreas. « Je ne l'ai pas du tout fait pour rendre plus glamour l'industrie du cinéma porno, mais j'avais besoin de montrer comment Adam pouvait se laisser séduire par ce milieu. Adam perd pied ».

### Kiss Me, Kill Me
En octobre 2014, Casper Andreas, avec le scénariste et producteur David Michael Barrett, lance une levée de fonds pour un nouveau projet cinématographique intitulé Kiss Me, Kill Me. Il est inspiré des films d'Alfred Hitchcock et des romans d'Agatha Christie.

## Filmographie
| Year | Title                                  | Rôle                                | Notes                                                              |
| ---- | -------------------------------------- | ----------------------------------- | ------------------------------------------------------------------ |
| 1996 | Close Up                               | Cop                                 | acteur                                                             |
| 1997 | Colin Fitz Lives!                      | Mats                                | acteur                                                             |
| 1998 | Celebrity                              | le styliste de Nicole (non crédité) | acteur                                                             |
| 1999 | Serpent's Breath                       | Jack                                | acteur                                                             |
| 2000 | Citizen James                          | Brandon                             | acteur                                                             |
| 2001 | Hunger                                 | Scissors                            | acteur                                                             |
| 2003 | Marci X                                | le coiffeur (non crédité)           | acteur                                                             |
| 2004 | Marmalade                              | Helmut                              | acteur                                                             |
| 2004 | Slutty Summer                          | Markus                              | réalisateur; scénariste; acteur                                    |
| 2005 | Hitch, expert en séduction             | Sebastian (non crédité)             | acteur                                                             |
| 2005 | Mormor's Visit                         |                                     | réalisateur; scénariste; court métrage, 16 minutes                 |
| 2006 | Little Children                        | 2e policier                         | acteur                                                             |
| 2007 | A Four Letter Word                     |                                     | réalisateur; scénariste                                            |
| 2008 | Between Love & Goodbye                 |                                     | réalisateur; scénariste                                            |
| 2009 | Saying Goodbye                         |                                     | réalisateur; scénariste; court métrage, 11 minutes                 |
| 2009 | The Big Gay Musical                    | l'ouvreur                           | réalisateur; acteur                                                |
| 2010 | Violet Tendencies                      | Markus                              | réalisateur; acteur                                                |
| 2011 | Going Down in LA-LA Land               | Nick                                | réalisateur; scénariste; acteur; based on the novel by Andy Zeffer |
| 2011 | Contracts (Everything's Gonna Be Pink) | Johan                               | acteur                                                             |
| 2012 | Welcome to New York                    | Christopher                         | acteur; court métrage, 30 minutes                                  |
| 2013 | Ett Sista Farväl (A Last Farewell)     |                                     | réalisateur; scénariste; en suédois court métrage, 13 minutes      |